# Костешть (Ясси)
Костешть, Костешті (рум. Costești) — село у повіті Ясси в Румунії. Входить до складу комуни Костешть.
Село розташоване на відстані 317 км на північ від Бухареста, 50 км на захід від Ясс.

## Населення
За даними перепису населення 2002 року у селі проживали 1326 осіб. Усі жителі села рідною мовою назвали румунську.
Національний склад населення села:
| Національність | Кількість осіб | Відсоток |
| -------------- | -------------- | -------- |
| румуни         | 1318           | 99,4%    |
| цигани         | 8              | 0,6%     |